# حزام التهاب السحايا الإفريقي
حزام التهاب السحايا الإفريقي منطقة في إفريقيا جنوب الصحراء الكبرى معدل الإصابة بالتهاب السحايا فيها مرتفع جدًا. يمتد الحزام من السنغال إلى إثيوبيا، والسبب الرئيسي لحدوث التهاب السحايا فيه النيسرية السحائية.
اقتُرحت فكرة الحزام من قبل ليون لابيسوني من منظمة الصحة العالمية في 1963. لاحظ لابيسوني أن المرض يحدث في المناطق التي يكون متوسط هطول الأمطار السنوي فيها 300-1100 ملم، وهو الحال في إفريقيا جنوب الصحراء الكبرى. وجرى تتبع انتشار التهاب السحايا عبر القارات وتبين أنه قادم من جنوب آسيا، من خلال الأشخاص الآتين بهدف تأدية فريضة الحج في المملكة العربية السعودية، في عام 1987، ما أدى إلى حدوث أوبئة في نيبال والمملكة العربية السعودية وتشاد.

## المناطق
يضم الحزام أجزاء من المناطق التالية أو يشملها بالكامل (من الغرب إلى الشرق): غامبيا، السنغال، غينيا بيساو، غينيا، مالي، بوركينا فاسو، غانا، النيجر، نيجيريا، الكاميرون، تشاد، جمهورية إفريقيا الوسطى، السودان، جنوب السودان، أوغندا، كينيا، إثيوبيا، إريتريا. ويشهد كثير من البلدان الأخرى في إفريقيا فاشيات أيضًا، إلا أنها أقل تواترًا وأقل حدوثًا في الفترات بين الفاشيات. يبلغ عدد سكان «الحزام» ما يقدر بنحو 300 مليون شخص إجمالًا. هذه المنطقة معرضة بشدة أيضًا للأوبئة الأخرى مثل الملاريا.
البلدان الأكثر تضررًا في المنطقة بوركينا فاسو وتشاد وإثيوبيا والنيجر. كانت بوركينا فاسو وإثيوبيا والنيجر موئل 65% من جميع الحالات في إفريقيا. في الأوبئة الكبرى، يتراوح معدل الهجوم من 100 إلى 800 شخص لكل 100,000. ويمكن أن يصل معدل الهجوم إلى 1000 لكل 100,000. خلال الأوبئة، يواجه الأطفال الصغار أعلى معدل هجوم. أُبلغ عن أكثر من 90,000 حالة في الحزام في عام 2009، مقارنةً بأقل من 800 حالة في الولايات المتحدة في عام 2011.

## الوبائيات
وُجدت النيسرية السحائية في أجزاء أخرى من العالم أيضًا، ولكن أعلى معدلات إصابة تسجل في «حزام التهاب السحايا». الإصابة بالمكورات السحائية مرتفعة دائمًا في هذه المنطقة. تحدث الأوبئة الكبيرة كل 5-12 سنة، عادة خلال موسم الجفاف (ديسمبر- يونيو). ينخفض معدل الإصابة بالمرض من مايو إلى يونيو، حين يكون الطقس أكثر رطوبة. وتشمل العوامل الأخرى التي تسهم في استمرار انتقال الإصابة بالمكورات السحائية الغبار، وفيروسات الجهاز التنفسي الأخرى المزامِنة في السراية، بالإضافة إلى الاتصال الاجتماعي الوثيق.